# William Wirt
William Wirt (Bladensburg, 8 novembre 1772 – Washington, 18 febbraio 1834) è stato un politico statunitense.

## Biografia
Fu il 9º procuratore generale degli Stati Uniti nel corso della presidenza di James Monroe (5º presidente) prima e durante la presidenza di John Quincy Adams (6º presidente) poi.
I suoi genitori avevano origini svizzere (da parte di madre) e tedesche (da parte di padre). Fra i casi più importanti che seguì il caso Cherokee contro Georgia e quello Worcester contro Georgia.
Nel 1832 si candidò alla presidenza degli Stati Uniti con il Partito Anti-Massonico, ma fu sconfitto da Andrew Jackson.

## Riconoscimenti
La contea di Wirt è chiamata così in suo onore.